# 陳士鈞
陳士鈞，福建連江人，清朝政治人物、進士出身。
同治十年，登進士，擔任广西西林县知县。